# GE C40-8
A GE C40-8 é uma locomotiva diesel-elétrica fabricada nos Estados Unidos pela GE Transportation. Foram compradas pela Estrada de Ferro Carajás no fim da década de 80.